# Masageti
Masageti (grško starogrško Μασσαγέται, Massagétai, latinsko Massagetai) so bili staroveška vzhodnoiranska plemenska zveza. naseljena v srednjeazijskih stepah severovzhodno od Kaspijskega jezera v sedanjem  Turkmenistanu, zahodnem Uzbekistanu in južnem Kazakhstanu.
Znani so predvsem iz Herodotovih spisov. Herodot piše, da živijo v znatnem delu velike ravnine vzhodno od Kaspijskega jezera. Večkrat omenja, da živijo »onkraj reke Arakses«, ki teče skoti Kavkaz in se izliva v zahodno Kaspijsko jezero. Znastveniki za to neskladnost ponujajo več razlag: Herodot bi lahko pomešal imena dveh ali več rek ali imel pomanjkljivo in pogosto posredno znanje o geografiji.
Po zapisih gških in rimskih učenjakov so bili Mesageti  sosedi Aspasov (morda Asvakov) na severu, Skitov in Dahov na zahodu in Isedonov (morda Vusunov) na vzhodu. Južno od njih je bila Sogdija (Horasan).
V 4. stoletju pr. n. št. je perzijsko Ahemenidsko cesarstvo osvojil Aleksander Veliki in prodiral še naprej proti vzhodu. Masageti so od Makedoncev privzeli nove vojaške taktike oklepljene konjenice in bili v 4.-3. stoletju pr. n. št. sposobni podjarmiti skoraj vsa nomadska plemena vzhodno od makedonske meje, vključno s Šiongnuji, ki so obvladovali stepe še bolj vzhodno do kitajske meje. Šiongnuji so približno sto let priznavali suverenost Masagetov, dokler se niso leta 165 pr. n. št. uprli in jih pregnali s svojega ozemlja proti zahodu.

## Mogoče povezave z drugimi staroveškimi ljudstvi
Mnogo znanstvenikov trdi, da so bili Masageti povezani z Geti v antični Vzhodni Evropi in/ali Džati v sedanji Južni Aziji. V besedilu De Universo, ki ga je v 9. stoletju napisal Raban Maver, piše: »Masageti izvirajo iz  plemena Skitov. Masageti se imenujejo zato, ker so veliki, se pravi močni Geti«. V srednjeazijskih jezikih, na primer v srednjeperzijskem in avestskem, predpona massa pomeni velik, obilen ali močan.
Nekateri avtorji povezujejo Masagete z Gutijci ali Guti iz starodavne Sumerije in/ali ljudstvom, ki je bilo v starodavni Kitajski znano kot Da Jueži ali Velikimi Jueži, ki so ustanovili Kušansko cesarstvo v Južni Aziji.

## Kultura
O jeziku Masagetov je zelo malo znanega. Zgleda, da je bil podoben vzhodnoiranskim jezikom, morda zaradi vzajemnih povezav s sosednjimi ljudstvi.
Herodot o njih piše:
[1.215]:  Po oblačilih in načinu življenja so Masageti podobni Skitom. Bojujejo se na konjih in peš, z loki in kopji. Njihovo najbolj priljubljeno orožje je bojna sekira. Njihovo orožje je zlato ali bronasto. Za konice kopij in puščic in bojne sekire uporabljajo bron, za okrasje pokrival in pasov pa zlato.  Tako so opremljeni tudi njihovi konji, ki imajo bronaste prsne oklepe in zlate uzde, žvale in lične plošče. Železa in srebra ne  uporabljajo, ker ga tam ni, brona in zlata pa je v obilju.
[1.216]: Vsak mož ima samo eno ženo, vendar so vse žene skupne. Takšno navado imajo samo Masageti, Skiti pa ne, kot napačno trdijo Grki. Na človeško življenje gledajo naravno, ko pa človek postane zelo star, se ob njem zberejo vsi njegovi sorodniki in  ga žrtvujejo. Hkrati žrtvujejo tudi nekaj govedi. Po žrtvovanju ga skuhajo in se z njim pogostijo. Ljudi, ki tako končajo svoje življenje, imajo za najsrečnejše. Če človek umre zaradi bolezni, ga ne pojedo, ampak zakopljejo in objokujejo njegovo zlo srečo, da ni mogel biti žrtvovan. Žita ne sejejo, ampak živijo od svoje živine in rib, katerih je v reki Arakses v obilju. Njihova glavna pijača je mleko. Edini bog, ki ga častijo, je sonce, kateremu žrtvujejo konja v prepričanju,  da dajejo najhitrejšemu bogu najhitrejše od vseh živih bitij.

## Zgodovina
V opisu smrti Kira Velikega Herodot  med drugim prvi:
[1.201]: Ko je Kir podjarmil Babilonce, je sklenil podjarmiti še Masagete. Za Masagete je bilo rečeno, da so velik in bojevit narod, ki živi proti  vzhodu, proti vzhajajočemu soncu, na drugem bregu reke Arakses in nasproti Isedonov. Mnogi so jih imeli za  Skite.
[1.211]:  Kir je prodrl na ozemlje Masagetov dan hoda od reke Arakses... Mnogo Masagetov je bilo ubitih, še več pa ujetih. Med slednjimi je bil tudi sin kraljice Tomiris, ki je poveljeval masagetski vojski in se je imenoval Spargapis.
[1.214]: Tomiris je zbrala vse svoje sile in se v bitki spopadla s Kirom. Menim, da je bila to najbolj silovita bitka med ne-Grki, ki se je kdaj zgodila...  Dolgo časa so se bojevali mož na moža in nobena stran ni popustila. Bitka se je nazadnje prevesila v masagetsko korist. Večina perzijske vojske, vključno s Kirom,  je bila pobita.
Prokopij v III. knjigi Zgodovine vojn: Vandalska vojna piše: »Med Masageti, ki se zdaj imenujejo Huni (XI. 37.), je bil mož, obdarjen s pogumom in močnim telesom, vodja,  ki je imel privilegij, podedovan od svojih očetov in prednikov, da je bil prvi v vseh hunskih vojskah, ki so napadle sovražnika« (XVIII. 54.). 
Evagrij Sholastik (Cerkvena zgodovina, 3. knjiga, II. poglavje) piše: »in v Trakiji s plenilskimi pohodi Hunov, nekoč znanimi kot Masageti, ki so brez odpora vdrli preko Istra«. 
Tadeusz Sulimirski omenja, da so Saki  napadli tudi dele severne Indije. Indijski jezikoslovec Weer Rajendra Rishi je odkril jezikovne podobnosti med indijskimi in srednjeazijskimi jeziki, kar kaže na morebitni vpliv zgodovinskih Sakov na severno Indijo.